# Seznam coververzí písní Johna Calea

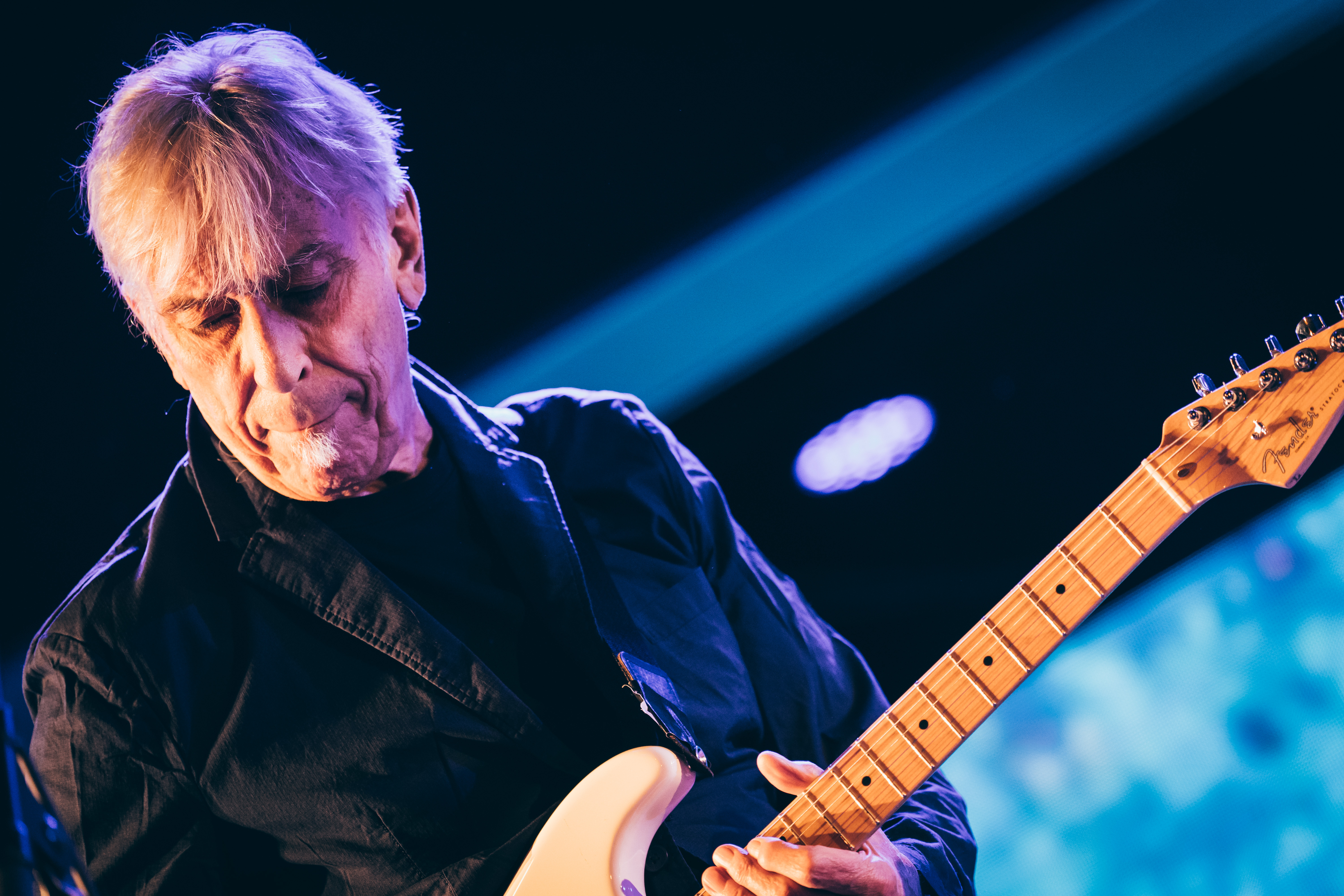
John Cale (2020)

Toto je seznam coververzí písní velšského hudebníka Johna Calea. Pro podrobnosti o původních (Caleových) verzích písní (rok vydání, album, případní spoluautoři, atp.), viz Seznam písní Johna Calea. Jsou zde zahrnuty pouze jeho vlastní písně, tedy z dob sólové kariéry, nikoliv ty, které napsal dříve pro skupinu The Velvet Underground.
Výchozí řazení podle názvu písně, v případě více coververzí dané písně pak podle příjmení interpreta nebo názvu kapely.
| Název písně                                   | Interpret coververze                                 | Rok       | Album                                                   | Poznámky                                                                                 | Zdroj         |
| --------------------------------------------- | ---------------------------------------------------- | --------- | ------------------------------------------------------- | ---------------------------------------------------------------------------------------- | ------------- |
| „All I Want Is You“                           | Rakehell                                             | 2016      | Les Petit Morts EP                                      |                                                                                          |               |
| „Amsterdam“                                   | Al Bloch                                             | 2020      | It Was All Once Bright Jewels                           |                                                                                          | [ 1 ]         |
| „Amsterdam“                                   | Bruges La Morte                                      | 1991      | Les Century du Rock Le Concert                          |                                                                                          |               |
| „Amsterdam“                                   | Nicolai Dunger                                       | 2006      | —                                                       | Pouze při koncertech.                                                                    |               |
| „Amsterdam“                                   | Alejandro Escovedo                                   | 1999      | Bourbonitis Blues                                       |                                                                                          | [ 2 ]         |
| „Amsterdam“                                   | Maria McKee                                          | 1993      | —                                                       | Pouze při koncertech.                                                                    |               |
| „Amsterdam“                                   | Revenge                                              | 1989      | —                                                       | B-strana singlu Slave.                                                                   |               |
| „Amsterdam“                                   | Marker Starling                                      | 2016      | I'm Willing                                             |                                                                                          | [ 3 ]         |
| „Amsterdam“                                   | Sonderfeld                                           | 1996      | Stumbling Lovers                                        |                                                                                          |               |
| „Antarctica Starts Here“                      | David J                                              | 1992      | Candy on the Cross                                      |                                                                                          |               |
| „Antarctica Starts Here“                      | Okkervil River                                       | 2007      | Golden Opportunities                                    |                                                                                          | [ 4 ]         |
| „Andalucia“                                   | Andrew Bird                                          | 2020      | Hark!                                                   |                                                                                          | [ 5 ]         |
| „Andalucia“                                   | Mary Lou Lord                                        | 1993      | Real                                                    |                                                                                          | [ 6 ]         |
| „Andalucia“                                   | Iñaki García Galera                                  | 2012      | —                                                       |                                                                                          |               |
| „Andalucia“                                   | Robert Scott                                         |           | —                                                       | Pouze při koncertech.                                                                    | [ 7 ]         |
| „Andalucia“                                   | Yo La Tengo                                          | 1990      | Fakebook                                                |                                                                                          | [ 8 ]         |
| „Baby You Know“                               | Aisha Orazbayeva                                     | 2014      | The Hand Gallery                                        |                                                                                          | [ 9 ]         |
| „Barracuda“                                   | Noah and the Whale                                   | 2012      | —                                                       | Pouze při koncertech.                                                                    | [ 10 ]        |
| „Big White Cloud“                             | Behavior                                             | 2017      | Bitter Bitter                                           |                                                                                          |               |
| „Big White Cloud“                             | Arnold Kasar                                         | 2012      | —                                                       |                                                                                          |               |
| „Big White Cloud“                             | Anthony LaMarca                                      | 2013      | Songs I Wish I Wrote                                    |                                                                                          | [ 11 ]        |
| „Big White Cloud“                             | Mark Lanegan                                         | 2014      | Has God Seen My Shadow? An Anthology 1989-2011          |                                                                                          | [ 12 ]        |
| „Big White Cloud“                             | Matthew and the Arrogant Sea                         | 2020      | But…Who Are You Now?                                    |                                                                                          | [ 13 ]        |
| „Big White Cloud“                             | Cate Le Bon                                          | 2022      | —                                                       | Pouze při koncertech.                                                                    | [ 14 ]        |
| „Big White Cloud“                             | Fritz Ostermayer                                     | 2003      | Kitsch Concrète                                         |                                                                                          | [ 15 ]        |
| „Big White Cloud“                             | Mike Shoun                                           | 2012      | —                                                       |                                                                                          |               |
| „The Biggest, Loudest, Hairiest Group of All“ | The Jazz Butcher Conspiracy                          | 1989      | —                                                       | Pouze při koncertech.                                                                    |               |
| „Bring It on Up“                              | Lancaster County Prison                              | 1997      | What I Love About America                               |                                                                                          |               |
| „Buffalo Ballet“                              | Arbouretum                                           | 2008      | Kale                                                    |                                                                                          | [ 16 ]        |
| „Buffalo Ballet“                              | Bria                                                 | 2021      | Cuntry Covers Vol. 1                                    |                                                                                          | [ 17 ]        |
| „Buffalo Ballet“                              | Dawn of the Replicants                               | 1999      | —                                                       | Součást singlu Science Fiction Freak.                                                    |               |
| „Buffalo Ballet“                              | Glen                                                 | 2020      | Pull!                                                   |                                                                                          | [ 18 ] [ 19 ] |
| „Buffalo Ballet“                              | Penelope Houston                                     | 2004      | The Pale Green Girl                                     |                                                                                          | [ 20 ]        |
| „Buffalo Ballet“                              | Paul Kelly & The Messengers                          | 1991      | Comedy                                                  |                                                                                          | [ 21 ]        |
| „Buffalo Ballet“                              | My Friend the Chocolate Cake                         | 1991      | My Friend the Chocolate Cake                            |                                                                                          |               |
| „Buffalo Ballet“                              | The Eric Hisaw Band                                  | 2022      | Can't Stop Time                                         |                                                                                          |               |
| „Buffalo Ballet“                              | David Rapaport                                       | 2002      | Friendship                                              |                                                                                          |               |
| „Buffalo Ballet“                              | The Raymen                                           | 1999      | Lucifer's Right Hand Men                                |                                                                                          |               |
| „Buffalo Ballet“                              | The Round Pegs                                       | 2021      | After Love & Trouble                                    |                                                                                          |               |
| „Buffalo Ballet“                              | The Walkabouts                                       | 1993      | Satisfied Mind                                          |                                                                                          | [ 22 ]        |
| „Burned Out Affair“                           | Mella                                                | 2016      | —                                                       | Singl.                                                                                   | [ 23 ]        |
| „Cable Hogue“                                 | The Dolphins                                         | 1981      | —                                                       | B-strana singlu Thin Fine Line.                                                          |               |
| „Caribbean Sunset“                            | Luxury Liners                                        | 2013      | They're Flowers                                         |                                                                                          | [ 24 ]        |
| „Carribean Sunset“                            | Patrick Riguelle a Jan Hautekiet                     | 1998      | A Minor Thing                                           |                                                                                          |               |
| „Carribean Sunset“                            | Larry Sloman                                         | 2019      | Stubborn Heart                                          |                                                                                          | [ 25 ]        |
| „Child's Christmas in Wales“                  | Bullion (Nathan Jenkins)                             | 2015      | —                                                       |                                                                                          | [ 26 ]        |
| „Child's Christmas in Wales“                  | Superchunk                                           | 2010      | —                                                       | Původně dostupné pouze na internetu, v roce 2023 vydáno na kompilaci Misfits & Mistakes. | [ 28 ]        |
| „Chickenshit“                                 | Chicken Snake                                        | 2020      | Shapeshifter                                            |                                                                                          |               |
| „Chickenshit“                                 | Revolting Cocks                                      | 1991      | —                                                       | Pouze při koncertech.                                                                    |               |
| „Chickenshit“                                 | Ze Noiz                                              | 1989      | —                                                       | B-strana singlu She's Alright.                                                           |               |
| „Chinese Envoy“                               | Georga                                               | 2018      | Banjo                                                   |                                                                                          |               |
| „Chinese Envoy“                               | The Jazz Butcher                                     | 1983      | What a Nice Way to Turn Seventeen #2                    |                                                                                          |               |
| „Chinese Envoy“                               | My Friend the Chocolate Cake                         | 1994      | Throwing It Away                                        |                                                                                          |               |
| „Chorale“                                     | Sonderfeld                                           | 1996      | Stumbling Lovers                                        |                                                                                          |               |
| „Chorale“                                     | The Very Pleasure (Fritz Ostermayer a Oliver Welter) | 2014      | Kongress der Unvernunft                                 |                                                                                          | [ 29 ]        |
| „Church of Anthrax“                           | Allá                                                 | 2009      | Digs                                                    |                                                                                          | [ 30 ]        |
| „Cleo“                                        | AJ Lambert                                           | 2019      | Careful You                                             |                                                                                          | [ 31 ]        |
| „Close Watch“                                 | Steve Ball                                           | 2003      | Naïve Melodies                                          |                                                                                          |               |
| „Close Watch“                                 | Courtney Barnett                                     | 2015      | —                                                       | B-strana singlu Kim's Caravan.                                                           | [ 32 ]        |
| „Close Watch“                                 | The Blackeyed Susans                                 | 1991/1992 | Depends on What You Mean by Love / Welcome Stranger     |                                                                                          |               |
| „Close Watch“                                 | Dave Couse                                           | 2003      | Genes                                                   |                                                                                          | [ 33 ]        |
| „Close Watch“                                 | The Cult Inside My Head                              | 2020      | re / sub / mission ep                                   |                                                                                          | [ 34 ]        |
| „Close Watch“                                 | Chris Connelly                                       | 2008      | Shipwreck Masters                                       |                                                                                          | [ 35 ]        |
| „Close Watch“                                 | Chris Connelly a Bill Rieflin                        | 2000      | Largo                                                   |                                                                                          | [ 36 ]        |
| „Close Watch“                                 | The Conspiracy                                       | 1993      | Sounds of Pleasure                                      |                                                                                          |               |
| „Close Watch“                                 | Dream City Film Club                                 | 1999      | Stranger Blues                                          |                                                                                          | [ 37 ]        |
| „Close Watch“                                 | Ivar Eidem                                           | 1996      | Missions of a Clown                                     |                                                                                          |               |
| „Close Watch“                                 | The End                                              | 2013      | … was the beginning                                     |                                                                                          |               |
| „Close Watch“                                 | Environs                                             | 2001      | Un pettirosso in gabbia mette in furore il cielo intero |                                                                                          |               |
| „Close Watch“                                 | Fedchenka                                            | 2006      | Mary & Other Assorted Lovesongs                         |                                                                                          |               |
| „Close Watch“                                 | G.O.M.                                               | 2016      | No Time                                                 |                                                                                          |               |
| „Close Watch“                                 | Georga                                               | 2018      | Banjo                                                   |                                                                                          |               |
| „Close Watch“                                 | Harvey Gold                                          | 1978      | Experiments                                             |                                                                                          |               |
| „Close Watch“                                 | Im Nebel                                             | 1985      | Demo 85                                                 |                                                                                          |               |
| „Close Watch“                                 | Ishi                                                 | 1992      | Troppo Silenzio                                         |                                                                                          |               |
| „Close Watch“                                 | Jo'n                                                 | 1998      | Live!                                                   |                                                                                          |               |
| „Close Watch“                                 | Ernst Kamphuis                                       | 1998      | Coolville                                               |                                                                                          |               |
| „Close Watch“                                 | Jacques Mees                                         | 2012      | —                                                       |                                                                                          |               |
| „Close Watch“                                 | Mercury Rev                                          | 2002      | —                                                       | B-strana singlu „Little Rhymes“.                                                         |               |
| „Close Watch“                                 | Pauline Murray                                       | 1989      | Storm Clouds                                            |                                                                                          |               |
| „Close Watch“                                 | Human Drama                                          | 1997      | Fourteen Thousand Three Hundred Eighty Four Days Later  |                                                                                          | [ 38 ]        |
| „Close Watch“                                 | Justus Köhncke                                       | 1999      | Spiralen der Erinnerung                                 |                                                                                          |               |
| „Close Watch“                                 | Agnes Obel                                           | 2010      | Philharmonics                                           |                                                                                          | [ 39 ]        |
| „Close Watch“                                 | Orup                                                 | 2010      | Född I November                                         | Se švédským textem pod názvem Jag Borde Fattat.                                          |               |
| „Close Watch“                                 | Raskolnikov                                          | 2006      | Portrait of Raskolnikov as a Young Man (Part I)         |                                                                                          |               |
| „Close Watch“                                 | Romito's Expanding Waist Band                        | 2022      | Waisted Time                                            |                                                                                          |               |
| „Close Watch“                                 | Fausto Rossi                                         | 1995      | L'erba                                                  |                                                                                          |               |
| „Close Watch“                                 | Mathilde Santing                                     | 1989      | Breast and Brow                                         |                                                                                          |               |
| „Close Watch“                                 | The Sound Destructors                                | 1997      | Astro Girl                                              |                                                                                          |               |
| „Close Watch“                                 | Helen Terry                                          | 1986      | Blue Notes                                              |                                                                                          | [ 40 ]        |
| „Close Watch“                                 | Emmanuel Tugny & The Lady Guaiba's Swing Band        | 2010      | EmilyandIwe                                             |                                                                                          |               |
| „Close Watch“                                 | Yorick Van Norden a Anne Soldaat                     | 2019      | Unsung Heroes Too                                       |                                                                                          | [ 41 ]        |
| „Cordoba“                                     | Venus Bogardus                                       | 2008      | Tourist                                                 |                                                                                          |               |
| „Darling, I Need You“                         | Genya Ravan                                          | 1978      | Urban Desire                                            |                                                                                          | [ 42 ]        |
| „Dead or Alive“                               | Kitchen of Insanity                                  | 2014      | Live in Ghent 1991                                      |                                                                                          |               |
| „Dying on the Vine“                           | Dietmar Bonnen                                       | 1993      | Am Schwarzen Stein                                      |                                                                                          |               |
| „Dying on the Vine“                           | CCC Inc.                                             | 2001      | Jan                                                     |                                                                                          |               |
| „Dying on the Vine“                           | Les Hommes Sauvages                                  | 2010      | Vive La Trance                                          |                                                                                          |               |
| „Dying on the Vine“                           | Mane                                                 | 2017      | Alpha Female                                            |                                                                                          |               |
| „Dying on the Vine“                           | Neigungsgruppe Sex, Gewalt & Gute Laune              | 2009      | Wellen der Angst                                        | S německým textem pod názvem Sterben am Wein.                                            | [ 43 ]        |
| „Dying on the Vine“                           | The Place of Haha                                    | 1990      | This Is the Place of Haha                               |                                                                                          |               |
| „Dying on the Vine“                           | Provisorios                                          | 2001      | Hey, Ho, Let's Go … To Mexico                           |                                                                                          |               |
| „Dying on the Vine“                           | RVG                                                  | 2019      | —                                                       | B-strana singlu Alexandra.                                                               | [ 44 ]        |
| „Dying on the Vine“                           | Sawtooth                                             |           | Dog, As Life                                            |                                                                                          |               |
| „Dying on the Vine“                           | Larry Sloman                                         | 2019      | Stubborn Heart                                          |                                                                                          | [ 45 ]        |
| „Empty Bottles“                               | The Ladybug Transistor                               | 2006      | Here Comes the Rain EP                                  |                                                                                          |               |
| „Empty Bottles“                               | Jennifer Warnes                                      | 1972      | Jennifer                                                |                                                                                          |               |
| „Empty Frame“                                 | Laki Pingvini                                        | 1995      | Stereo                                                  | S vlastním textem pod názvem Dragan, Marko i Violeta.                                    |               |
| „The Endless Plain of Fortune“                | El Columpio Asesino                                  | 2010      | Diamantes                                               | Se španělským textem pod názvem Cisne de Cristal.                                        | [ 46 ]        |
| „The Endless Plain of Fortune“                | Experimental Products                                | 2008      | Prototype Plus Garage Tracks                            |                                                                                          |               |
| „The Endless Plain of Fortune“                | Alan Grandy                                          | 1996      | Acrowno’stars                                           |                                                                                          |               |
| „The Endless Plain of Fortune“                | Manic Street Preachers                               | 2011      | National Treasures: The Selected Singles                |                                                                                          | [ 47 ]        |
| „The Endless Plain of Fortune“                | Pontiak                                              | 2008      | Kale                                                    |                                                                                          | [ 48 ]        |
| „Fear Is a Man's Best Friend“                 | Awesome New Republic                                 | 2012      | —                                                       |                                                                                          | [ 49 ]        |
| „Fear Is a Man's Best Friend“                 | Billy Bragg                                          | 2006      | Life's a Riot with Spy vs Spy                           | Bonus na reedici alba.                                                                   | [ 50 ]        |
| „Fear Is a Man's Best Friend“                 | Channels                                             | 2004      | Open                                                    |                                                                                          | [ 51 ]        |
| „Fear Is a Man's Best Friend“                 | Michael Feuerstack                                   | 2022      | Translations                                            |                                                                                          |               |
| „Fear Is a Man's Best Friend“                 | Field Music                                          | 2012      | Field Music Play…                                       |                                                                                          | [ 52 ]        |
| „Fear Is a Man's Best Friend“                 | John Frusciante                                      | 2004      | —                                                       | Pouze při koncertech.                                                                    |               |
| „Fear Is a Man's Best Friend“                 | Ronald Harmstein                                     | 2016      | Think Big!                                              |                                                                                          |               |
| „Fear Is a Man's Best Friend“                 | Robyn Hitchcock a Steve Wynn                         | 2010      | —                                                       | Pouze při koncertech.                                                                    |               |
| „Fear Is a Man's Best Friend“                 | Ja, Panik                                            | 2009      | —                                                       | B-strana singlu Alles Hin, Hin, Hin.                                                     |               |
| „Fear Is a Man's Best Friend“                 | Loose Cattle                                         | 2020      | —                                                       | Singl.                                                                                   | [ 53 ]        |
| „Fear Is a Man's Best Friend“                 | Lu Xin Pei                                           | 2012      | Super Split                                             |                                                                                          |               |
| „Fear Is a Man's Best Friend“                 | Tom Mega                                             | 1994      | Songs & Prayers                                         |                                                                                          |               |
| „Fear Is a Man's Best Friend“                 | Kloot Per W a William Souffreau                      | 2005      | Clone Version 0.1                                       |                                                                                          |               |
| „Fear Is a Man's Best Friend“                 | J. Robbins                                           | 2002      | Don't Know When I'll Be Back Again                      |                                                                                          |               |
| „Fear Is a Man's Best Friend“                 | Rakehell                                             | 2016      | Les Petit Morts EP                                      |                                                                                          |               |
| „Fear Is a Man's Best Friend“                 | Shivaree                                             | 2002      | Breach                                                  |                                                                                          | [ 54 ] [ 55 ] |
| „Fear Is a Man's Best Friend“                 | Tom Siler a Joan Vorderbruggen                       | 2012      | —                                                       |                                                                                          |               |
| „Fear Is a Man's Best Friend“                 | Superelvis                                           | 1990      | Resistance Emotional Music                              |                                                                                          |               |
| „Fear Is a Man's Best Friend“                 | Mike Watt                                            | 1999      | —                                                       | Pouze při koncertech.                                                                    |               |
| „Gun“                                         | The Electric Angels                                  | 2012      | —                                                       |                                                                                          |               |
| „Gun“                                         | Debris'                                              | 1999      | Static Disposal                                         |                                                                                          |               |
| „Gun“                                         | Siouxsie and the Banshees                            | 1987      | Through the Looking Glass                               |                                                                                          | [ 56 ]        |
| „Gun“                                         | The Wytches                                          | 2024      | Replica                                                 |                                                                                          | [ 57 ]        |
| „Gun“                                         | Younghusband                                         | 2014      | —                                                       | B-strana singlu „Left of the Rocks“.                                                     | [ 58 ]        |
| „Guts“                                        | Ex Norwegian                                         | 2017      | Original Copies                                         |                                                                                          |               |
| „Half Past France“                            | Sally Timms                                          | 1995      | To the Land of Milk and Honey                           |                                                                                          |               |
| „Hanky Panky Nohow“                           | The Hope Blister                                     | 1998      | …smile's OK                                             |                                                                                          | [ 59 ]        |
| „Hanky Panky Nohow“                           | Charles Howl                                         | 2022      | —                                                       | B-strana singlu.                                                                         | [ 60 ]        |
| „Hanky Panky Nohow“                           | Miracle Fortress                                     | 2007      | —                                                       | B-strana singlů Maybe Lately a Have You Seen in Your Dreams.                             |               |
| „Hanky Panky Nohow“                           | Yo La Tengo                                          | 1996      | Genius + Love = Yo La Tengo                             |                                                                                          | [ 61 ]        |
| „Hedda Gabbler“                               | Sol Invictus                                         | 1999      | All Things Strange and Rare                             |                                                                                          |               |
| „Hello It's Me“                               | Jacques Charles                                      | 2023      | Parole de Warhol!                                       |                                                                                          |               |
| „Hungry for Love“                             | Dark Blue                                            | 2014      | —                                                       | B-strana singlu Just Another Night with the Boys.                                        | [ 62 ]        |
| „I Believe“                                   | Jacques Charles                                      | 2023      | Parole de Warhol!                                       |                                                                                          |               |
| „I'm Not the Loving Kind“                     | Mark Lanegan                                         | 2013      | Imitations                                              |                                                                                          | [ 63 ]        |
| „I'm Not the Loving Kind“ / „Close Watch“     | Rob de Nijs                                          | 1983      | Roman                                                   | Písně spojené dohromady. S nizozemským textem pod názvem Liefde Is Niet Voor Mij.        |               |
| „I'm Not the Loving Kind“                     | The Teardrop Explodes                                | 2004      | Zoology                                                 |                                                                                          |               |
| „If You Were Still Around“                    | Maria McKee                                          | 1996      | —                                                       | Pouze při koncertech.                                                                    | [ 64 ]        |
| „King Harry“                                  | Dom Dummaste                                         | 1983      | Revolverkäke                                            | Pod názvem Kung Harry.                                                                   |               |
| „Lay My Love“                                 | Steve Ball                                           | 2003      | Naïve Melodies                                          |                                                                                          |               |
| „Lay My Love“                                 | Honey Bucket                                         | 2017      | Patch of Grass                                          |                                                                                          |               |
| „Lay My Love“                                 | Poi Dog Pondering                                    | 1997      | Liquid White Light                                      |                                                                                          |               |
| „Lay My Love“                                 | ST 37                                                | 1999      | I Love to Talk, If There's Anything to Talk About       |                                                                                          | [ 65 ]        |
| „Lay My Love“                                 | Jukihiro Takahaši                                    | 2006      | Blue Moon Blue                                          |                                                                                          |               |
| „Living in Moonlight“                         | Larry Sloman                                         | 2019      | Stubborn Heart                                          |                                                                                          | [ 66 ]        |
| „Macbeth“                                     | Cheap Time                                           | 2012      | —                                                       | Singl.                                                                                   |               |
| „Mercenaries (Ready for War)“                 | Barkmarket                                           | 1988      | 1-800-Godhouse                                          |                                                                                          |               |
| „Mercenaries (Ready for War)“                 | Carcrash International                               | 1985      | —                                                       | B-strana singlu Crash.                                                                   |               |
| „Mercenaries“                                 | July 14th                                            | 1985      | Australian Bite                                         |                                                                                          |               |
| „Mercenaries (Ready for War)“                 | The Locos Mosquitos                                  | 1988      | —                                                       | B-strana singlu Back to Make You Swing.                                                  |               |
| „Mr. Wilson“                                  | Atomizador                                           | 2024      | Zanussi / Atomizador                                    |                                                                                          | [ 67 ]        |
| „Mr. Wilson“                                  | Dar Nahmias (דר נחמיאס)                              | 2004      | Desert Heat                                             |                                                                                          |               |
| „Mr. Wilson“                                  | Pontiak                                              | 2008      | Kale                                                    |                                                                                          | [ 48 ]        |
| „Nobody But You“                              | The Abigails                                         | 2012      | Songs of Love and Despair                               |                                                                                          |               |
| „Nobody But You“                              | David Furtado                                        | 2020      | Walking with Lou: Songs of Lou Reed                     |                                                                                          | [ 68 ]        |
| „Only Time Will Tell“                         | Comet Gain                                           | 2021      | Comet Gain EP                                           |                                                                                          |               |
| „Only Time Will Tell“                         | Deerfrance / Extra Virgin Mary                       | 2003      | Blest                                                   |                                                                                          | [ 69 ]        |
| „Only Time Will Tell“                         | Eyelids                                              | 2015      | Eyelids                                                 |                                                                                          |               |
| „Paris 1919“                                  | The Armoires (October Surprise)                      | 2021      | Incognito                                               |                                                                                          | [ 70 ]        |
| „Paris 1919“                                  | Bertrand Burgalat                                    | 2022      | Le Grand Numéro de Chanel par Bertrand Burgalat         |                                                                                          | [ 71 ]        |
| „Paris 1919“                                  | Niteflights                                          | 2011      | —                                                       |                                                                                          | [ 72 ]        |
| „Paris 1919“                                  | Owen Pallett                                         | 2007      | —                                                       | Pouze při koncertech.                                                                    | [ 73 ]        |
| „Paris 1919“                                  | Rakehell                                             | 2016      | Les Petit Morts EP                                      | Pod názvem Paris 2019                                                                    |               |
| „Paris 1919“                                  | Soldier String Quartet                               | 1991      | Sojourner Truth                                         |                                                                                          |               |
| „Please“                                      | Real Estate                                          | 2021      | Lagniappe Sessions                                      |                                                                                          | [ 74 ]        |
| „Rosegarden Funeral of Sores“                 | Bauhaus                                              | 1982      | Press the Eject and Give Me the Tape                    |                                                                                          | [ 75 ]        |
| „Rosegarden Funeral of Sores“                 | Local Skull                                          | 2022      | Without Provocation                                     |                                                                                          |               |
| „Rosegarden Funeral of Sores“                 | Sky's Gone Out                                       | 2013      | Tension Sessions                                        |                                                                                          | [ 76 ]        |
| „Rosegarden Funeral of Sores“                 | Trisma                                               | 2022      | The Illusion of Freedom                                 |                                                                                          | [ 77 ]        |
| „Ship of Fools“                               | Donald Campau                                        | 1986      | The Early 4 Tracks (1976-8)                             |                                                                                          |               |
| „Ship of Fools“                               | David J                                              | 1985      | Blue Moods Turning Tail                                 |                                                                                          |               |
| „Ship of Fools“                               | The Electric Angels                                  | 2012      | —                                                       |                                                                                          |               |
| „Ship of Fools“                               | Unpleasant Surprise                                  | 1992      | Without Classical Instruction                           |                                                                                          |               |
| „Ski Patrol“                                  | Sheer Weight of Traffic (Fraser Allen)               | 2012      | —                                                       |                                                                                          |               |
| „Smalltown“                                   | Jacques Charles                                      | 2023      | Parole de Warhol!                                       |                                                                                          |               |
| „The Soul of Patrick Lee“                     | S.F. Seals                                           | 1995      | Truth Walks in Sleepy Shadows                           |                                                                                          | [ 78 ]        |
| „Spinning Away“                               | Hilarity Ensues                                      | 2017      | PRF Monthly Tribute Series                              |                                                                                          | [ 79 ]        |
| „Spinning Away“                               | Lillies and Remains                                  | 2023      | Superior                                                |                                                                                          | [ 80 ]        |
| „Spinning Away“                               | The Same Same                                        | 2022      | Before and After Eno                                    |                                                                                          | [ 81 ]        |
| „Spinning Away“                               | Sugar Ray                                            | 2000      | The Beach (soundtrack)                                  |                                                                                          | [ 82 ]        |
| „Style It Takes“                              | Sabrina Bighignoli                                   | 2007      | Style It Takes (Lou Reed's Songbook)                    |                                                                                          |               |
| „Style It Takes“                              | Martin Plaza                                         | 1994      | Andy's Chest                                            |                                                                                          |               |
| „Taking It All Away“                          | Party at Vanzetti's                                  | 1993      | Thru the Looking Grass                                  |                                                                                          |               |
| „Taking It All Away“                          | Plastic Macca                                        | 2016      | New Meat                                                |                                                                                          |               |
| „Taking It All Away“                          | The Wave Pictures                                    | 2003      | Just Watch Your Friends Don't Get You                   |                                                                                          | [ 83 ]        |
| „Thoughtless Kind“                            | Roddy Frame                                          | 1999      | —                                                       | Součást singlů Bigger Brighter Better a Sister Shadow.                                   |               |
| „Thoughtless Kind“                            | Howth Castle                                         | 1996      | The Lee Tide                                            |                                                                                          |               |
| „You Know More Than I Know“                   | Element of Crime                                     | 2023      | —                                                       | B-strana singlu The Next Voice You Hear.                                                 | [ 84 ]        |
| „You Know More Than I Know“                   | Great Lake Swimmers                                  | 2020      | When We Last Shook Hands: Cover Songs Volume 1          |                                                                                          | [ 85 ]        |
| „You Know More Than I Know“                   | Iron & Wine a Ben Bridwell                           | 2015      | Sing into My Mouth                                      |                                                                                          | [ 86 ]        |
| „You Know More Than I Know“                   | Erin Rae                                             | 2018      | —                                                       | Pouze při koncertu.                                                                      | [ 87 ]        |
| „You Know More Than I Know“                   | Adrien Reju                                          | 2015      | Strange Love and the Secret Language                    |                                                                                          | [ 88 ]        |
| „You Know More Than I Know“                   | Alex Rex                                             | 2019      | Trembling Bells / Alex Rex                              |                                                                                          | [ 89 ]        |
| „You Know More Than I Know“                   | Romito's Expanding Waist Band                        | 2022      | Waisted Time                                            |                                                                                          |               |